# Papa Touwtjie
Papa Touwtjie (nombre artístico de John Touwslager; 25 de enero de 1970 - 9 de junio de 2005) fue un artista de reggae de Surinam. Es considerado uno de los artistas de reggae más influyentes de Surinam.
En el cuadragésimo aniversario de De Ware Tijd (Periódico de Surinam) en 1997, el rapero Touwslager fue galardonado con el trotyi grani, un premio para un creador de tendencias. En 1991 fue el primer rapero Sranantongo de Surinam.
En 1992, Papa Touwtjie colocó seis hits en la radio, incluyendo el tema ‘Mi no wan go na Santo Boma’.